# 阿 (法老)
阿是一位前王朝時期或早王朝時期法老。他的名字因刻在西部沙漠哈里傑綠洲Umm el-Dabadib西南部10至12公里的砂岩上的塗鴉塞拉赫而聞名。塞拉赫的存在表明，早在原始王朝時期，王室就在西部沙漠的遙遠地區進行活動。